# The Spell (album, Cellar Darling)
The Spell je druhé studiové album švýcarské hudební skupiny Cellar Darling. Vydáno bylo 22. března 2019 prostřednictvím společnosti Nuclear Blast. Album je konceptuální, pojednává o „cestě dívky, která se zamilovala do smrti“. Ta na ní ovšem sešle nesmrtelnost, což pro dívku znamená, že se nemůže se svojí láskou nikdy setkat. Příběh vymyslela zpěvačka skupiny Anna Murphy, která se během psaní alba potýkala s vlastními depresemi. V rozhovoru pro magazín Spark uvedla, že neví, zda se tolik vžila do tragického příběhu nebo zda naopak příběh alba vycházel z jejích vnitřních pocitů. Autorem přebalu alba je Costin Chioreanu. Ten se podílel též na animovaných videí, které skupina vytvořila ke každé písni. Skupina též jako bonus k albu nahrála audioknihu, jež namluvila Murphy.

## Seznam skladeb
1. Pain
2. Death
3. Love
4. The Spell
5. Burn
6. Hang
7. Sleep
8. Insomnia
9. Freeze
10. Fall
11. Drown
12. Love Pt. II
13. Death Pt. II

## Obsazení
- Anna Murphy – zpěv, niněra
- Merlin Sutter – bicí
- Ivo Henzi – kytara, basová kytara

Technická podpora
- Costin Chioreanu – přebal alba